# Volodîmîrivka, Kompaniivka
Volodîmîrivka (în ucraineană Володимирівка) este un sat în comuna Perșotravenka din raionul Kompaniivka, regiunea Kirovohrad, Ucraina.

## Demografie
Componența lingvistică a localității Volodîmîrivka
     Ucraineană (93,46%)
     Rusă (5,88%)
     Alte limbi (0,65%)
Conform recensământului din 2001, majoritatea populației localității Volodîmîrivka era vorbitoare de ucraineană (93,46%), existând în minoritate și vorbitori de rusă (5,88%).